# Rundfunkjahr 1968
Liste der Rundfunkjahre

◄◄ | ◄ | 1964 | 1965 | 1966 | 1967 | Rundfunkjahr 1968 | 1969 | 1970 | 1971 | 1972 | ► | ►►

Weitere Ereignisse

## Allgemein
- Der japanische Elektronikhersteller Sony bringt seine ersten Farbfernseher mit Trinitron-Röhren auf den Markt.
- April – Höhepunkt der „Enteignet Springer“-Kampagne. Auslöser ist das Attentat auf Rudi Dutschke.
- Mai – In Paris kommt es zu tagelangen Studentenunruhen. Die Kritik der Protestierenden richtet sich gegen das System der Republik de Gaulles im Allgemeinen, aber im Speziellen auch gegen die politische Berichterstattung der ORTF. So zeigt eines der populären Poster des Mai 68 einen schwergepanzerten Polizisten der Bereitschaftspolizei, der in ein ORTF-Mikrophon spricht. Der Text darunter lautet: „La police vous parle tous les soirs à 20h.“ (Die Polizei spricht zu Ihnen jeden Tag um 20 Uhr.)[1]
- 27. Juni – Nach dem Pariser Studentenunruhen wird Jean-Jacques de Bresson zum Direktor der staatlichen französischen Rundfunkgesellschaft ORTF berufen. In dieser Funktion lässt er Sympathisanten der Studenten innerhalb des ORTF kaltstellen und Sendungen wie das kritische Nachrichtenmagazin Cinq colonnes à la une absetzen.
- 18. Juli – Im kalifornischen Mountain View gründen die früheren Mitarbeiter von Fairchild Semiconductor, Gordon E. Moore und Robert Noyce den Halbleiterhersteller Intel. Die Gründung des Unternehmens und die Ansiedelung weiterer Unternehmen, die in der Computerindustrie tätig sind, trägt dazu bei, dass die Vororte der Bay Aera südlich von San Francisco in den folgenden Jahrzehnten als Silicon Valley weltweit bekannt werden.
- August – Gründung der staatlichen Rundfunkgesellschaft Nauru Broadcasting Service, nachdem die Insel Nauru am 31. Januar die Unabhängigkeit von Australien erlangt hat.
- 22. August – Während des Einmarsches von Truppen des Warschauer Paktes in die ČSSR meldet sich der Leiter des Tschechoslowakischen Rundfunks, Jiří Pelikán, mittels einer mobilen Fernsehsendestation. Immer wieder richtet er auch in deutscher Sprache (Dies sind vielleicht die letzten Worte die ich sprechen kann, bitte helft dem tschechoslowakischen Volk[2]) dramatische Appelle an das westliche Ausland.
- 27. November – Das deutsche Bundeskabinett beschließt die Ratifizierung des sogenannten Piratensendergesetzes, das auf eine Übereinkunft der Mitglieder des Europarats zurückgeht. Jede Unterstützung der von internationalen Gewässern aus operierenden Radiostationen ist seitdem strafbar.

## Hörfunk
- 16. Februar – Der WDR in Köln   beginnt mit der Ausstrahlung des 8-teiligen Hörspiels Paul Temple und der Fall Alex von Francis Durbridge mit Paul Klinger, Margot Leonard und Kurt Lieckin den Hauptrollen (Regie: Otto Düben). Es ist die letzte Produktion der Paul-Temple-Reihe.
- 25. Februar – Das erste Programm des Österreichischen Rundfunks Ö1 beginnt mit der Übertragung in Stereo.
- 30. Mai – Auf dem Höhepunkt der Pariser Studentenunruhen und der Streikwelle in Frankreich wendet sich Staatspräsident Charles de Gaulle via Hörfunk an die Bevölkerung. In kurzen, klaren Sätzen spricht er davon, die öffentliche Ordnung aufrechterhalten zu wollen, wozu er „alle Eventualitäten ohne Ausnahme“ erwogen habe.
- 25. Juli – Der Generalintendant des ORF, Gerd Bacher, verkündet den sogenannten "Schnulzenerlass". Damit sollen auf der Popwelle Ö3 vermehrt internationale, d. h. englischsprachige Interpreten zum Einsatz kommen.
- 21. August – Um 2 Uhr Ortszeit informiert Radio Prag die Bevölkerung der Tschechoslowakei über den wenige Stunden zuvor erfolgten Einmarsch der Truppen des Warschauer Paktes. Der Sprecher fordert die Bürger auf, Ruhe zu bewahren und keinen Widerstand zu leisten. Die Sicherheitskräfte der ČSSR seien nicht angewiesen, das Land zu verteidigen.
- 21. August – Mit dem Beginn der Invasion nimmt der von der DDR errichtete Geheimsender Radio Vltava seinen Betrieb auf. Ziele sind die Desorientierung der tschechoslowakischen Bevölkerung und die Diskreditierung der Reformer des Prager Frühlings.
- 21. August – Aus Gründen der aktuellen Berichterstattung über den Einmarsch der Warschauer Pakt-Truppen in die ČSSR nimmt Ö1 neben dem Mittagsjournal ein ab 7 Uhr gesendetes Morgenjournal in sein Programm auf.

## Fernsehen

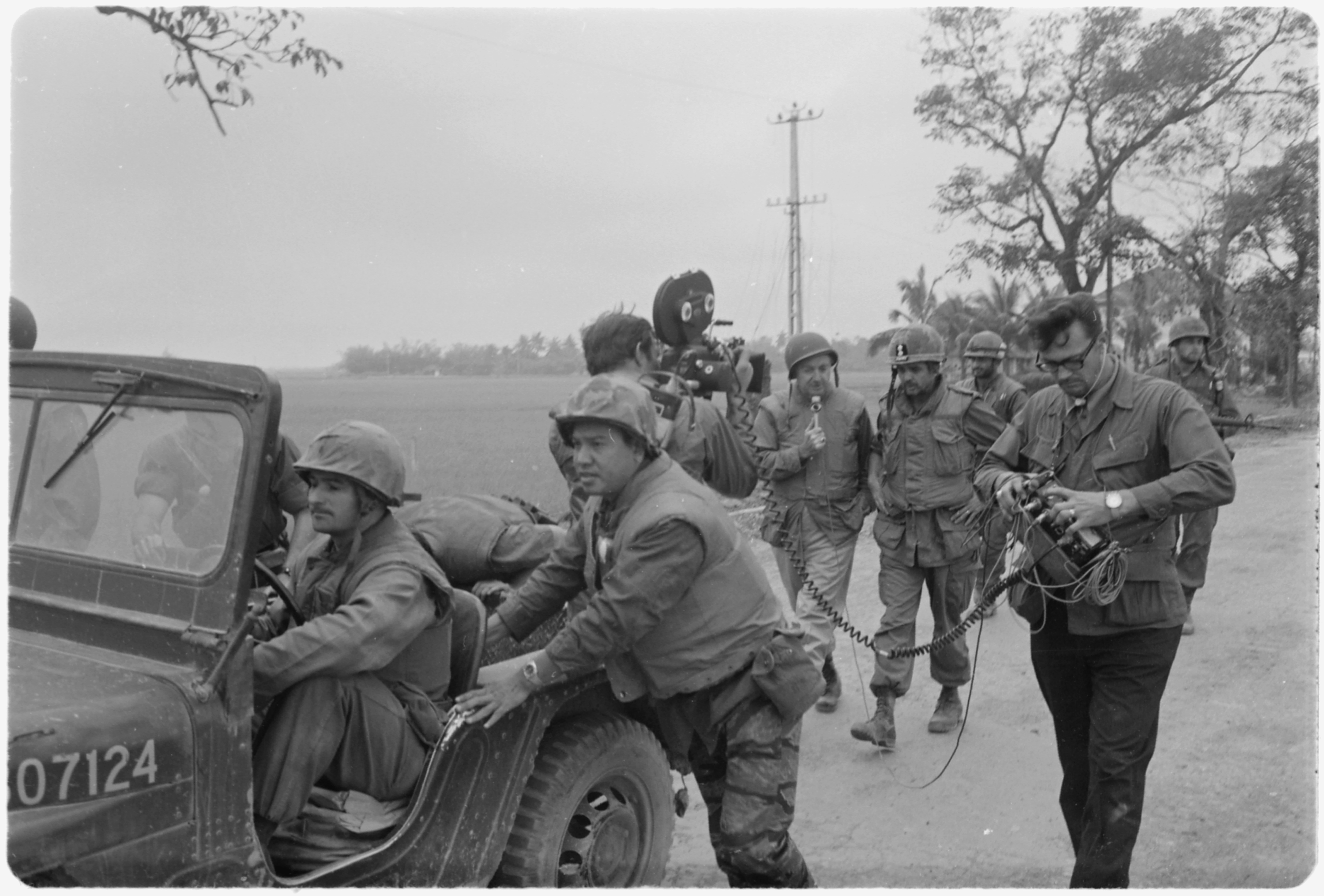
1968: Walter Cronkite (Hintergrund, Mitte mit Mikrophon) berichtet vom Vietnamkrieg

- 18. Januar – Premiere des vom SFB produzierten ARD-Magazins Kontraste – Ein Ost-West-Magazin im Deutschen Fernsehen.
- 7. März – Im NDR hat der nach dem Drehbuch von Helga Feddersen entstandene Fernsehfilm Vier Stunden von Elbe 1 Premiere.[3]
- 3. April – Im ORF-Fernsehen ist die erste von bis 1971 drei Folgen der von Axel Corti gestalteten Musiksendung Gogoscope zu sehen. Die Sendung, die versucht Popmusik zu visualisieren und eingestreute Kabarett-, Sketsch- und Dokumentarsequenzen enthält, wird auch von Architekten und Modedesignern mitgestaltet.[4]
- 15. April – Im ORF ist die erste von 22 Folgen der satirischen Reihe Eine heiße Viertelstunde von und mit Georg Kreisler und Topsy Küppers zu sehen.[5]
- 2. Mai – Am 20. Jahrestag der Staatsgründung nimmt Ha-Televizya Ha-Klalit, der erste allgemeine Fernsehsender in Israel, seinen Sendebetrieb auf.
- 9. Juni – Das Deutsche Fernsehen zeigt Klaus Wildenhahns Dokumentarfilm In der Fremde – Beobachtungen auf einer Baustelle.
- 31. Juli – Die französische Regierung beschließt die Entlassung von 40 Prozent der Redakteure in der öffentlich-rechtlichen ORTF. Mit dieser Maßnahme soll der Einfluss der gaullistischen Regierung auf die aktuelle Fernsehberichterstattung gestärkt werden. Das ORFT hatte sich im Mai am Generalstreik beteiligt.[6]
- 15. September – Gründung des Staatlichen Komitees für Fernsehen in der DDR.
- 24. September – CBS News strahlt die erste Ausgabe des kritischen Nachrichtenmagazins 60 Minutes aus.
- 23. Oktober – Die Mainzer Tage der Fernsehkritik finden zum ersten Mal statt.

## Geboren
- Patricia Küll, deutsche TV-Moderatorin, Redakteurin und Autorin, wird in München geboren.

- 29. April – Michael Herbig, deutscher Comedian, wird in München geboren.
- 30. April – Verona Pooth, deutsche Entertainerin und Talkmasterin (Peep!, 1995–2000), wird als Verona Feldbusch in La Paz, Bolivien geboren.

- 28. Mai – Kylie Minogue, australische Schauspielerin (Nachbarn, seit 1985) und Sängerin, wird in Melbourne geboren.

- 01. Juni – Jason Donovan, australischer Schauspieler (Nachbarn, seit 1985) und Sänger, wird in Malvern geboren.

- 09. August – Gillian Anderson, US-amerikanische Schauspielerin (‚Dana Scully‘ in Akte X – Die unheimlichen Fälle des FBI, 1993–2002), wird in Chicago geboren.

- 10. Oktober – Andrea Grießmann, deutsche Hörfunk- und Fernsehmoderatorin, wird in Berlin geboren.
- 10. Oktober – Andreas Türck, deutscher Journalist, Musiker, Musikproduzent und Web-TV-Produzent sowie Fernsehmoderator, wird in Gießen geboren.
- 11. Oktober – Jane Krakowski, US-amerikanische Schauspielerin (30 Rock, 2006–13), wird im Bundesstaat New Jersey geboren.

- 10. November – Tracy Morgan, US-amerikanischer Comedian und Schauspieler (30 Rock, 2006–13), wird in New York City geboren.
- 11. November – Robert Palfrader, österreichischer Schauspieler und Kabarettist (Wir sind Kaiser), wird in Wien geboren.

## Gestorben
- 7. März – Werner Lieven, deutscher Schauspieler, Hörspiel- und Synchronsprecher stirbt 58-jährig in München. Er wurde unter anderem als einer der Hauptdarsteller des Fernsehklassikers Am grünen Strand der Spree und als Synchronstimme von James Cagney in dem Spielfilm Eins, Zwei, Drei bekannt.
- 21. März – Erwin Linder, deutscher Schauspieler, Hörspiel- und Synchronsprecher stirbt 64-jährig während eines Erholungsaufenthaltes in Westerland/Sylt. Bekannt wurde er unter anderem als Titelheld des Hörspiels Gestatten, mein Name ist Cox und durch das sechsteilige Fernsehspiel Das Halstuch.
- 4. Juli – Aline Bußmann, deutsche Schauspielerin, Hörspielsprecherin und Publizistin stirbt 79-jährig in ihrer Geburtsstadt Hamburg. Sie spielte jahrzehntelang am Hamburger Ohnsorg-Theater und brachte als Publizistin den Nachlass des Schriftstellers Gorch Fock heraus.